# Cygnus CRS OA-6
Cygnus CRS OA-6, conosciuta anche come Orbital ATK 6, è stata una missione spaziale privata di rifornimento per la Stazione spaziale internazionale, programmata da Orbital ATK per la NASA nell'ambito del programma Commercial Resupply Services, e decollata il 23 marzo 2016.
Il vettore utilizzato è stato un Atlas V, il quale ha portato in orbita il veicolo cargo Cygnus, costituito in questo caso dalla capsula S.S. Rick Husband, comprendente il modulo per immagazzinamento pressurizzato costruito da un partner industriale di Orbital ATK, la Thales Alenia Space.
La CRS OA-6 è stata la sesta missione orbitale del veicolo spaziale Cygnus, la quinta delle quali avente come cliente la NASA.

## Modulo di servizio
La missione CRS OA-6 è stata effettuata con una navetta Cygnus, in particolare con una versione di dimensioni maggiori, versione utilizzata qui per la seconda volta. Questa è stata anche la seconda volta in cui la missione è stata mandata in orbita utilizzando un Atlas V, ossia un lanciatore della United Launch Alliance e non della stessa Orbital ATK. Tale scelta si era resa necessaria dopo il fallimentare lancio della missione Cygnus CRS OA-03, che aveva portato alla decisione di Orbital ATK di fermare lo sviluppo della serie di lanciatori Antares 100, concentrandosi invece sullo sviluppo della nuova serie di Antares 200, utilizzando nel frattempo altri tipi di lanciatori.
Come da tradizione della Orbital ATK, il modulo è stato battezzato S.S. Rick Husband, in onore dell'astronauta statunitense Rick Husband, comandante dello Space Shuttle Columbia durante la tragica missione STS-107, conclusasi il 1º febbraio 2003 con la distruzione del Columbia e la morte di tutti i membri dell'equipaggio.

## Lancio e svolgimento della missione
La missione Cygnus CRS OA-6 era stata programmata per partire dopo la Cygnus CRS OA-5, la cui partenza con un Antares 230 era stata prevista per il terzo trimestre del 2016, ma, a causa dello slittamento della partenza del satellite della NOAA, GEOS 16, dal marzo all'ottobre 2016, si venne a creare l'opportunità di far partire prima la CRS OA-6 utilizzando come razzo vettore l'Atlas V destinato al GEOS 16.
La missione è dunque partita il 23 marzo 2016 con il lancio di un razzo Atlas V della United Launch Alliance (ULA) effettuato dal complesso di lancio 41 della base di lancio di Cape Canaveral. Durante il volo, il razzo ha sperimentato un'anomalia al primo stadio che ha portato allo spegnimento di quest'ultimo cinque secondi prima del previsto. Ciò ha portato alla necessità di mantenere lo stadio superiore Centaur acceso per un minuto in più di quanto programmato, utilizzando il carburante di riserva ma non impattando in maniera significativa sullo svolgimento della missione e sull'immissione in orbita della Cygnus. Altra conseguenza dell'anomalia è stato il fatto che l'accensione pre-programmata volta a far rientrare lo stadio in atmosfera, ha fatto ricadere il velivolo lontano dalla zona designata. Tale problema ha segnato la prima anomalia pubblicamente ammessa dalla ULA nell'utilizzo dell'Atlas V in oltre otto anni.
Il 26 marzo 2016 il modulo di servizio Cygnus, con a bordo la capsula pressurizzata per immagazzinamento costruita dalla Thales Alenia Space, ha raggiunto la ISS ed ha iniziato a condurre una serie di manovre per regolare la propria velocità, altitudine e orientazione con quella della stazione spaziale. Dopo aver raggiunto il punto di cattura, alle 14:52 UTC il veicolo è stato preso dal Canadarm2, manovrato dall'astronauta statunitense Timothy Kopra, e infine, alle 14:52 UTC, è stato agganciato al modulo Unity.
Il modulo Cygnus della missione è rimasto agganciato alla ISS per 79 giorni, 20 ore e 51 minuti. Il 14 giugno 2016, il modulo è stato agganciato dal Canadarm2 e sganciato dal modulo Unity alle 11:42 UTC, infine, alle 13:30 UTC dello stesso giorno, il modulo di servizio è stato liberato. Dopo una serie di manovre atte ad allontanarlo dalla stazione spaziale, il Cygnus ha effettuato un'accensione di pochi minuti in previsione del suo rientro in atmosfera, avvenuto il 22 giugno 2016 alle 13:29 UTC.
Poche ore dopo il distacco dalla ISS della Cygnus, è stato fatto partire l'esperimento SAFFIRE I, situato a bordo del modulo di servizio. L'esperimento è stato il primo a prevedere l'accensione di incendio su vasta scala nello spazio, al fine di studiare la propagazione dell'incendio e la temperatura e il consumo di ossigeno della fiamma in condizioni di microgravità e di scarsa presenza di ossigeno. In particolare è stato fatto bruciare un pannello di cotone e fibra di vetro delle dimensioni di 0,4 x 1,0 metri, il tutto al fine di ottenere dati con l'aiuto dei quali sviluppare e migliorare le condizioni di sicurezza degli equipaggi nonché per aiutare i tecnici nella scelta dei materiali da usare nella costruzione delle navette.
Il 15 giugno, invece, sono stati rilasciati in orbita cinque CubeSat (dal numero 9 al numero 13) facenti parte dell'esperimento LEMUR-2, volto a creare una costellazione di microsatelliti per il controllo del traffico aereo e navale, nonché delle condizioni meteo.

## Carico
La missione CRS OA-6 ha portato in orbita un carico totale di 3.513 kg di materiale. Questo includeva 3.395 kg (involucro compreso) di materiale pressurizzato destinato all'interno della Stazione Spaziale Internazionale e 118 kg di carico non pressurizzato costituito tra le altre cose da un lanciatore di satelliti CubeSat della NanoRacks, il NanoRacks CubeSat Deployer, e da quattro satelliti CubeSat, messi in orbita con il sopraccitato dispositivo dopo il distacco del modulo Cygnus dalla ISS.
In particolare il carico era così composto:
- Carico destinato all'interno della ISS: 
  - Esperimenti scientifici: 777 kg
  - Rifornimenti per l'equipaggio: 1.139 kg
  - Hardware per la stazione spaziale: 1.108 kg
  - Equipaggiamenti per le attività extraveicolari: 157 kg
  - Risorse informatiche: 98 kg
- NanoRacks CubeSat Deployer (NRCSD), quattro satelliti CubeSat ed esperimento SAFFIRE I: 118 kg

Tra il materiale per esperimenti scientifici trasportato sulla ISS vi erano anche quattro CubeSat (dal numero 5 al numero 8) facenti parte del già citato esperimento LEMUR2 destinati a essere lanciati dal modulo Kibō. Tra gli altri esperimenti, la Cygnus CRS OA-6 ha portato sulla ISS anche una stampante 3D, la prima operativa sulla ISS, la fotocamera METEOR, che avrebbe dovuto essere portata sulla ISS dalla fallimentare missione Cygnus CRS OA-3 ed utile a osservare lo spettro emesso dai meteoroidi che bruciano entrando nell'atmosfera terrestre, e quattro contenitori pieni di regolite, facenti parte dell'esperimento Strata-I, al fine di studiare il comportamento del suolo di comete e asteroidi in condizioni di microgravità e ottenere dati utili allo sviluppo di veicoli pensati per atterrare su corpi con una bassissima forza di gravità.